# Chiesa di San Zilio
La chiesa di Sant'Egidio, popolarmente conosciuta come San Zilio era un luogo di culto cattolico altomedievale che si affacciava sull'attuale via Roma, a Padova, poco distante dalla Chiesa di Santa Maria dei Servi. Gli ultimi resti dell'antica struttura sono stati completamente demoliti nella seconda metà del Novecento.

## Storia
Secondo il cronista padovano Giovanni Neone la chiesa di Sant'Egidio fu edificata per volere di Carlo Magno nel 774, durante una visita alla città. Ad attestare questa tradizione vi era un antico affresco nel presbiterio (visibile almeno sino al 1780) che raffigurava l'imperatore carolingio e il vescovo Pietro di Treviri con il santo titolare, Egidio (vi era pure un'iscrizione, CAROLUS REX, PETRUS EPISCOPUS TREVIRENSIS, EGIDIUS ABBAS). Nel corso dei secoli divenne sede delle fraglie dei fabbri e dei merciai ed era parrocchia quando fu soppressa nel 1808 a causa delle legislature ecclesiastiche napoleoniche. L'edificio religioso divenne in seguito sede del culto evangelico e agli inizi del XX secolo fu trasformato nella famosa sala cinematografica Hesperia. Nella seconda metà del '900 gli ultimi resti della chiesa (tra cui la facciata) furono demoliti per lasciare spazio alla moderna palazzina con parcheggio interrato, attuale civico 83. 
Nella chiesa era sepolto il celebre letterato Ercole Francesco Dandini (1695-1747). La sua epigrafe sepolcrale era stata dettata da Giovanni Battista Morgagni.

## Descrizione
L'edificio a navata unica era orientato levante-ponente e si affacciava un po' arretrato sulla via, preceduto da un piccolo sagrato adibito a cimitero.
Secondo le descrizioni (anni '80 del '700), la chiesa conservava numerose opere d'arte: in facciata, sopra la porta d'ingresso vi era un affresco di Domenico Campagnola che raffigurava sant'Egidio con un bel paesetto, mentre all'altare maggiore vi era una Cena in Emmaus di Pietro Liberi. Ai lati del presbiterio erano collocati due quadri con accadimenti della vita di Sant'Egidio, opere di Giulio Cirello. Accanto all'organo vi erano due dipinti di Matteo Ghidoni, un'entrata a Gerusalemme e un Re Davide danzante innanzi all'Arca. Su un altare laterale era posta la pala con un Cristo passo sedente con i Santi Giorgio e Gerolamo, angeli e ritratti di committenti, opera firmata di Dario Varotari, sull'altare dirimpetto vi era una pala con Vergine e Bambin Gesù incoronata da un angelo, S. Giuseppe, Sant'Antonio, San Carlo Borromeo e un ritratto di committente. Vi era pure un San Francesco dopo aver ricevuto le stigmate di Pietro Liberi. Alla chiesa apparteneva anche l'Ecce Homo (1591) di Dario Varotari ora ai Musei civici agli Eremitani.
La chiesa vantava un organo a canne di Gaetano Callido opera 297 del 1792.